# 紫额辉蜂鸟
紫额辉蜂鸟（学名：Heliodoxa leadbeateri）是雨燕目蜂鸟科的一种鸟类。
紫额辉蜂鸟体重约7.4克，翼长约67.2毫米，嘴峰长约28.9毫米，喙宽度约2.9毫米，喙厚度约2.1毫米，跗蹠长约5.7毫米，尾长约45.2毫米。紫额辉蜂鸟在其分布区内为留鸟，其栖息在密集的高大树木组成的森林中，食性为草食性，主要食物来源是植物的花蜜。

## 亚种
- ：分布于委内瑞拉北部沿海山区。
- ：分布于哥伦比亚的安第斯山脉和委内瑞拉西部。
- ：分布于厄瓜多尔东部和秘鲁北部的安第斯山脉地区。
- ：分布于秘鲁中部的安第斯山脉至玻利维亚西北部。[4]